# Mapire
Mapire es una población que se encuentra a orillas del río Orinoco, además es epicentro de la Faja Petrolífera del Orinoco en el sur del Estado Anzoátegui en Venezuela . Es la capital y una de las 6 parroquias del Municipio José Gregorio Monagas. Mapire se encuentra a 160 km al sur de Pariaguán, y a 150 km de Ciudad Bolívar. 
Mapire mucho antes del contacto con los europeos, ya constituía un importante centro de comunicación en el Orinoco medio, debido a su estratégica localización frente a la desembocadura del Río Caura y su comunicación por tierra con los Llanos. Se encuentra en las coordenadas N7 44 33.4 W64 42 34.1

## Historia
Tiene sus orígenes modernos en el siglo xix, con la llegada de colonos españoles y franceses. Sin embargo, el territorio ya era habitado previamente por comunidades indígenas Cariñas, quienes dejaron una huella cultural significativa en la región.
El naturalista Alexander von Humboldt visitó la zona alrededor del año 1800, durante su expedición por el Orinoco, y es precisamente esta exploración la que inspiró referencias literarias posteriores. En efecto, el escritor francés Julio Verne, conocido por basar sus obras de ficción en datos reales, menciona a Mapire en su novela El Soberbio Orinoco (publicada en 1898), cuya trama transcurre en 1879, setenta y nueve años después del viaje de Humboldt. En la obra se narran las aventuras de Jacques Helcock, Germán Paterne y Juana de Kermor, quienes recorren esta región del oriente venezolano.
Actualmente, Mapire cuenta con una población estimada de 25 382 habitantes. La localidad es considerada una de las promesas turísticas del estado Anzoátegui, gracias a su entorno natural, riqueza cultural e importancia histórica.

## Economía local
Su población vive de la pesca, agricultura y trabajos petroleros. Desde los años 50, el algodón se convirtió en el cultivo comercial predominante, aunque los Mapireños nunca han dejado de sembrar otros rubros para el consumo doméstico como: El Maíz, el Frijol,el algodón y la Yuca

## Clima
En las temporadas de lluvias o decrecientes (de abril a agosto) se pasa mayormente en el pueblo. Durante este período, la artesanía de la palma de Moriche ocupa una parte importante del tiempo de muchas familias. También durante las lluvias, las familias dedican más tiempo al cuidado del huerto doméstico, cuyos frutos complementan la producción de islas y vegas.
- Datos: Q3287233
- Multimedia: Mapire / Q3287233

1. ↑  Worldpostalcodes.org, código postal n.º 6001.